# خولان (حجة)
خولان هي إحدى قرى الجمهورية اليمنية. تتبع جغرافيا لمحافظة حجة وإداريًا لمديرية كحلان عفار. يبلغ تعداد سكانها 1063 نسمة حسب الإحصاء الذي أجري عام 2004.